# Dualism (album)
Pour les articles homonymes, voir Dualisme.
 (janvier 2018).
Albums de Textures
Silhouettes
(2008) Phenotype
(2016)
Singles
1. Reaching Home
Sortie : 19 août 2011

Dualism est le quatrième album du groupe de metal progressif néerlandais Textures, paru en 2011.

## Présentation
L'album est produit par le guitariste du groupe, Jochem Jacobs, et enregistré au Split Second Sound Studio à Amsterdam (Pays-Bas).
Les illustrations de l'album sont conçues par l'ancien chanteur Eric Kalsbeek et le bassiste Remko Tielemans.
L'album sort le 23 septembre 2011 en Europe, en Amérique du Sud et en Asie et le 27 septembre en Amérique du Nord via le label Nuclear Blast.
Le premier extrait de l'album Reaching Home paraît le 19 août dans le monde entier, soit un mois avant la sortie officielle de l'album. Un clip vidéo associé à ce single est édité simultanément.
Le même jour, le batteur Stef Broks publie une vidéo, via le magazine SickDrummer.com, le mettant en scène en train de jouer sur la toute nouvelle chanson intitulée Singularity.
Le 6 juillet 2012, Redfield Records réédite l'album au format vinyle LP, en une édition numérotée et limitée à 502 exemplaires. Les premiers (nos 1 à 250) disposent d'un disque rouge, les suivants (nos 251 à 502) d'un disque bleu.
La version "vinyle rouge" est fournie avec une couverture alternative, dans une boîte sérigraphiée à la main, accompgnée d'un écusson et d'une affiche signés par chaque membre de groupe. La version "vinyle bleu" vient sans la boîte mais avec l'écusson et l'affiche signés et une numérotation manuscrite.

## Liste des titres
Toutes les chansons sont écrites et composées par Textures.
| 1.    | Arms of the Sea                   | 6:33 |
| 2.    | Black Horses Stampede             | 3:57 |
| 3.    | Reaching Home                     | 5:10 |
| 4.    | Sanguine Draws the Oath           | 5:51 |
| 5.    | Consonant Hemispheres             | 4:20 |
| 6.    | Burning the Midnight Oil          | 5:39 |
| 7.    | Singularity                       | 6:46 |
| 8.    | Minor Earth, Major Skies          | 4:40 |
| 9.    | Stoic Resignation                 | 5:09 |
| 10.   | Foreclosure                       | 2:56 |
| 11.   | Sketches From a Motionless Statue | 5:22 |
| 56:23 |                                   |      |

## Crédits
| - Daniel de Jongh : chant - Bart Hennephof, Jochem Jacobs : guitares - Remko Tielemans : basse - Stef Broks : batterie - Uri Dijk : synthétiseurs | - Production, enregistrement, mixage, mastering : Jochem Jacobs - Coproduction : Bart Hennephof - Arrangements, composition : Textures - Artwork : Eric Kalsbeek, Remko Tielemans |